# Hans Aigner (Architekt)
Hans Aigner (* 15. Juli 1912 in Wartberg an der Krems; † 3. November 2006 in Linz) war ein österreichischer Architekt und Hochschullehrer.

## Leben
Hans Aigner studierte bei Siegfried Theiss und Alfred Keller Architektur an der TU Wien und arbeitete ab 1938 als Bauleiter der Dortmunder Union-Brückenbau-AG, wo er verantwortlich war für die Stahlbau-Eisenwerke Oberdonau (heutige voestalpine). Nach dem Zweiten Weltkrieg war er in Linz als Bauleiter für Industriebauten und Architekt tätig.
Aigner war Ordentlicher Universitätsprofessor für Hochbau für Bauingenieure an der Technischen Universität Wien.

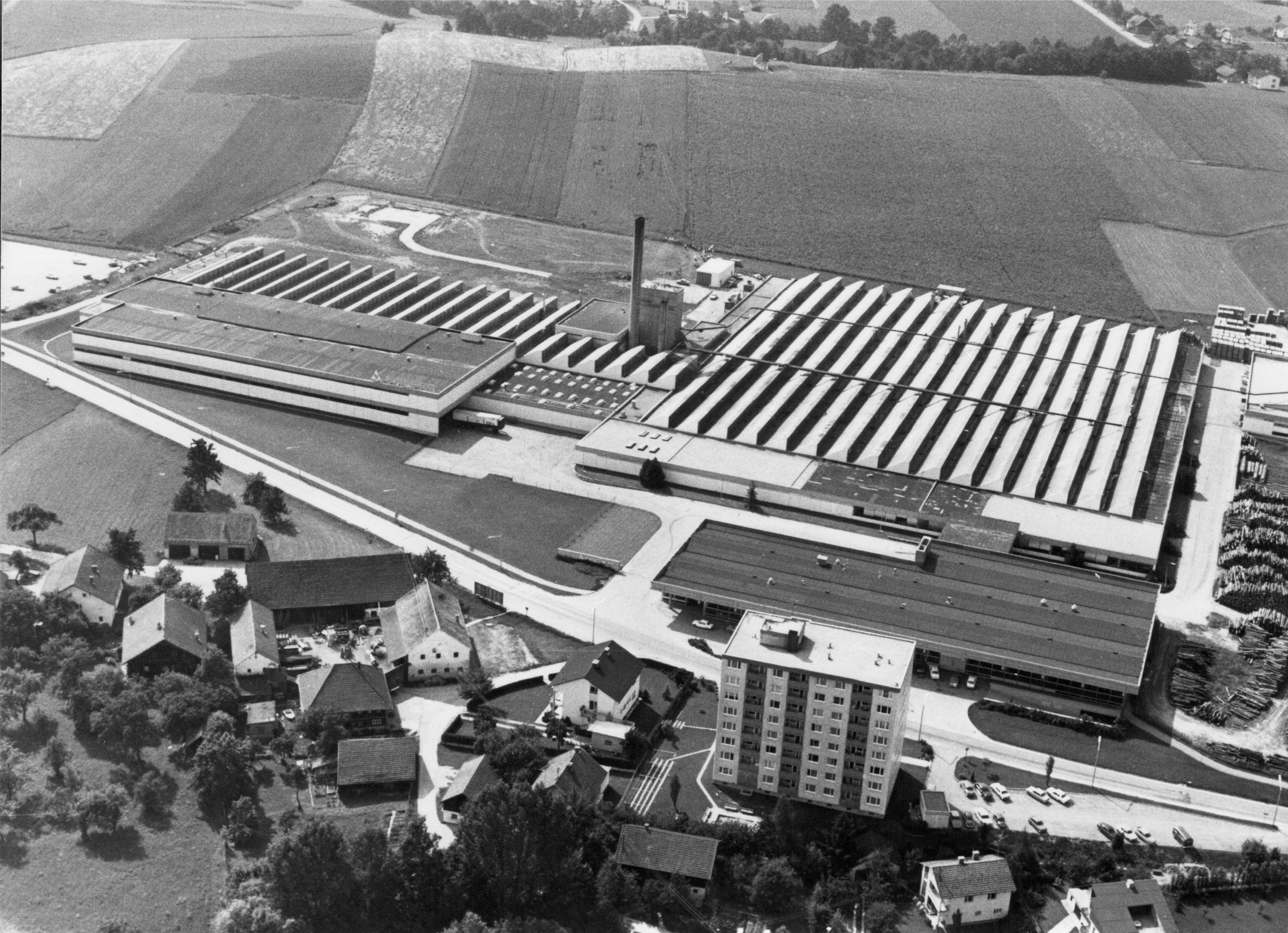
Luftaufnahme der Schifabrik Fischer in Ried im Innkreis

## Realisierungen
- 1953 Hochhaus der EBG, Linz, Kraußstraße 7
- 1959–1962 Pfarrkirche Lenzing
- 1962–1965 Fischer-Schifabrik, Ried im Innkreis
- 1965–1966 Fensterfabrik Wick, Vorchdorf
- 1965 Verwaltungsgebäude JOKA, Schwanenstadt

## Auszeichnungen und Preise
- 1972: Ehrenring des Verbandes der Österreichischen Ziegelwerke
- 1981: Großes Silbernes Ehrenzeichen für Verdienste um die Republik Österreich
- 1992: Kunstwürdigungspreis der Stadt Linz